# 德继民
德继民（1942年—），男，蒙古族，内蒙古科尔沁左翼后旗人，中国教育工作者，曾任第七、八、九届全国政协委员。